# Prezydenci Litwy

## Republika Litewska (1918–1940)
| #   | Imię i Nazwisko                     | Portret | Kadencja          | Kadencja          | Partia polityczna | Partia polityczna |
| #   | Imię i Nazwisko                     | Portret | Od                | Do                | Partia polityczna | Partia polityczna |
| --- | ----------------------------------- | ------- | ----------------- | ----------------- | ----------------- | ----------------- |
| 1   | Antanas Smetona (1874–1944)         |         | 2 listopada 1918  | 19 czerwca 1920   |                   | TPP               |
| 2   | Aleksandras Stulginskis (1885–1969) |         | 19 czerwca 1920   | 7 czerwca 1926    |                   | LKDP              |
| 3   | Kazys Grinius (1866–1950)           |         | 17 czerwca 1926   | 17 grudnia 1926   |                   | LVLS              |
| –   | Jonas Staugaitis (1868–1952)        |         | 18 grudnia 1926   | 19 grudnia 1926   |                   | LVLS              |
| –   | Aleksandras Stulginskis (1885–1969) |         | 19 grudnia 1926   | 19 grudnia 1926   |                   | LKDP              |
| (1) | Antanas Smetona (1874–1944)         |         | 19 grudnia 1926   | 15 czerwca 1940   |                   | LTS               |
| –   | Antanas Merkys (1887–1955)          |         | 15 czerwca 1940   | 17 czerwca 1940   |                   | LTS               |
| –   | Justas Paleckis (1899–1980)         |         | 17 czerwca 1940   | 24 sierpnia 1940  |                   | bezpartyjny       |
| 4   | Jonas Žemaitis (1909–1954)          |         | 16 lutego 1949    | 26 listopada 1954 |                   | wojskowy          |
| 5   | Adolfas Ramanauskas (1918-1957)     |         | 26 listopada 1954 | 29 listopada 1957 |                   | wojskowy          |

## Władze na uchodźstwie (1940-1991)
Po zajęciu Litwy przez ZSRR, władzę na emigracji skupiła wokół siebie Litewska Służba Dyplomatyczna.

### Szefowie Litewskiej Służby Dyplomatycznej
| # | Imię i Nazwisko                   | Portret | Kadencja          | Kadencja          |
| # | Imię i Nazwisko                   | Portret | Od                | Do                |
| - | --------------------------------- | ------- | ----------------- | ----------------- |
| 1 | Stasys Lozoraitis (1898–1983)     |         | 15 czerwca 1940   | 24 grudnia 1983   |
| 2 | Stasys Antanas Bačkis (1906–1999) |         | 24 grudnia 1983   | 15 listopada 1987 |
| – | Stasys Lozoraitis (1924–1994)     |         | 15 listopada 1987 | 6 września 1991   |

## Republika Litewska(od 1990)
| #   | Imię i Nazwisko                 | Portret | Kadencja          | Kadencja          | Partia polityczna | Partia polityczna |
| #   | Imię i Nazwisko                 | Portret | Od                | Do                | Partia polityczna | Partia polityczna |
| --- | ------------------------------- | ------- | ----------------- | ----------------- | ----------------- | ----------------- |
| –   | Vytautas Landsbergis (ur. 1932) |         | 11 marca 1990     | 25 listopada 1992 |                   | Sąjūdis           |
| 1   | Algirdas Brazauskas (1932–2010) |         | 25 listopada 1992 | 25 lutego 1998    |                   | LDDP              |
| 2   | Valdas Adamkus (ur. 1926)       |         | 26 lutego 1998    | 25 lutego 2003    |                   | bezpartyjny       |
| 3   | Rolandas Paksas (ur. 1956)      |         | 26 lutego 2003    | 6 kwietnia 2004   |                   | TT                |
| –   | Artūras Paulauskas (ur. 1953)   |         | 6 kwietnia 2004   | 12 lipca 2004     |                   | NS                |
| (2) | Valdas Adamkus (ur. 1926)       |         | 12 lipca 2004     | 12 lipca 2009     |                   | bezpartyjny       |
| 4   | Dalia Grybauskaitė (ur. 1956)   |         | 12 lipca 2009     | 12 lipca 2019     |                   | bezpartyjna       |
| 5   | Gitanas Nausėda (ur. 1964)      |         | 12 lipca 2019     | nadal             |                   | bezpartyjny       |